# Distrito de Saarbrücken
El distrito de Saarbrücken es uno de los seis distritos del estado alemán de Sarre. Tiene un área de 410 km², una población de 329 593 habitantes, y una densidad poblacional de 800 hab/km². Su capital es la ciudad de Saarbrücken.
Limita al norte con el distrito de Neunkirchen, al este con el distrito de Sarre-Palatinado, al sur con Francia, y al oeste con el distrito de Saarlouis. 
El distrito recibe oficialmente el nombre de comunidad regional de Saarbrücken (alemán: Regionalverband Saarbrücken), ya que posee peculiaridades administrativas al haberse formado en 1974 mediante la integración de la hasta entonces ciudad-distrito de Saarbrücken con el distrito rural que la rodeaba desde 1816.

## Ciudades y municipios
Comprende 5 ciudades y 5 municipios (habitantes a 31 de diciembre de 2017):
| Ciudades 1. Friedrichsthal (10 170) 2. Püttlingen (18 576) 3. Saarbrücken (180 966) 4. Sulzbach (16 360) 5. Völklingen (39 376) | Municipios 1. Großrosseln (8023) 2. Heusweiler (18 072) 3. Kleinblittersdorf (10 984) 4. Quierschied (13 108) 5. Riegelsberg (14 515) |  |